# Send Me on My Way
Send Me on My Way is een single van de Amerikaanse band Rusted Root uit 1994. Een eerdere versie van het nummer stond als tweede track op het album Cruel Sun uit 1992. Het nummer was de eerste single van en de tweede track op het album When I Woke uit 1994. 

## Achtergrond
Send Me on My Way is geschreven door Michael Glabicki en geproduceerd door Bill Bottrell. Het nummer is de bekendste nummer van de band, maar belandde niet in veel hitlijsten. Het stond enkel op de 72e plaats in de Billboard Hot 100. Het is echter een graag gebruikt nummer in films en series, waaronder de eveneens uit 1994 serie Party of Five, de film Matilda uit 1996 en Ice Age uit 2002. De zanger en schrijver Glabicki vertelde in een interview dat hij er zelfs achter was gekomen dat NASA zijn nummer gebruikte als opstartlied voor hun marsrover.